# HTC U12+
Das HTC U12+ (auch U12 Plus) ist ein Android-basiertes Smartphone, das vom Hersteller HTC als Teil seiner U-Serie produziert und verkauft wird.
Es wurde am 23. Mai 2018 vorgestellt, offizieller Verkaufsstart war Mitte Juni 2018. Es ist der Nachfolger des HTC U11 vom Mai des vorherigen Jahres, bzw. des HTC U11+ von November 2017.

## Technik

### Hardware
Das HTC U12+ hat ein Glasgehäuse mit einem Aluminiumrahmen, der druckempfindliche Punkte beinhaltet, mit denen die Edge-Sense-Funktionalität realisiert wird. Es ist mit einem 6 Zoll großen Quad-HD-Super-LCD-6-Display (2880 × 1440 Pixel) ausgestattet, welches ein Seitenverhältnis von 18:9 besitzt und HDR-10-zertifiziert ist. Das Glas der Vorderseite ist Gorillaglas 3.
Die Kameras auf der Rückseite sind 12-Megapixel  Weitwinkel mit 1,4 μm großen Pixeln und einer ƒ/1,75-Blende, sowie 16 Megapixel Tele mit einer Blende von f/2,6. Sie haben eine optische Bildstabilisierung (OIS) und einen „UltraSpeed“-Autofokus. Es steht ein Doppel-LED-Blitz zur Verfügung, Videos können in 4K mit bis zu 60 fps und in Full HD mit maximal 240 fps aufgenommen werden.
Die Sensoren der Dual-Kamera auf der Vorderseite besitzen je 8 Megapixel bei einer Blende von ƒ/2,6. Videoaufnahmen sind hier in maximal Full HD möglich.
Im Gerät wird die von den Vorgängern bekannte BoomSound™-Technologie eingesetzt. Audio-Aufnahmen werden in Stereo und Hi-Res unterstützt. Das Smartphone wird mit IP68 eingestuft, weist Staub und Spritzer ab und ist damit bis zu 30 Minuten in maximal 1 Meter Frischwasser wasserresistent.
Das Smartphone wird von einem Snapdragon 845 von Qualcomm befeuert und ist mit 6 GB LPDDR4 RAM sowie 64 GB Speicher ausgestattet. In Asien wird das Gerät mit 128 GB großem, internem Speicher vertrieben. Der vorhandene Hybrid-Slot kann im Dual-Sim-Model entweder zur Nutzung einer zweiten SIM-Karte (die ebenfalls LTE 4G unterstützt) oder zur Nutzung einer microSD-Karte mit bis zu 2 TB verwendet werden. In der Single-Sim-Variante entfällt die Möglichkeit zur Nutzung einer zweiten SIM-Karte. Diese Version wird beispielsweise über den Mobilfunkprovider O2 vertrieben.
Bei den Power- und Lautstärketasten handelt es sich um druckempfindliche Knöpfe, die auf einer ähnlichen Technik wie Edge Sense basieren. Durch letztere können verschiedene Aktionen beim Drücken oder Tippen des Rahmens ausgeführt werden.

### Software
Das HTC U12+ wurde mit Android 9.0 mit HTC Sense 10 ausgeliefert. Google Assistant und Amazon Alexa waren vorinstalliert.

## HTC Exodus 1
Am 23. Oktober 2018 wurde seitens HTC das Exodus 1, das erste Blockchain-Smartphone vorgestellt. Bei dem Gerät handelt es sich technisch um ein HTC U12+ mit transparenter Rückseite und speziellen Krypto-Elementen. Weiterhin existiert nur eine Version mit 128 GB UFS-Speicher. Das Smartphone legt seinen Fokus auf Sicherheit und Kryptowährungen. Über Schnittstellen soll es möglich sein, die Hardware des Geräts zum Schutz von Schlüsseln und zum Signieren von Transaktionen zu verwenden.
Das Gerät kann nur mit Bitcoins oder Ethereums erworben werden.